# Dewaluacja (psychologia)
Dewaluacja − jeden z psychotycznych mechanizmów obronnych. Polega na przypisywaniu sobie lub innym osobom wyolbrzymionych cech lub właściwości negatywnych.